# Маркович, Франьо

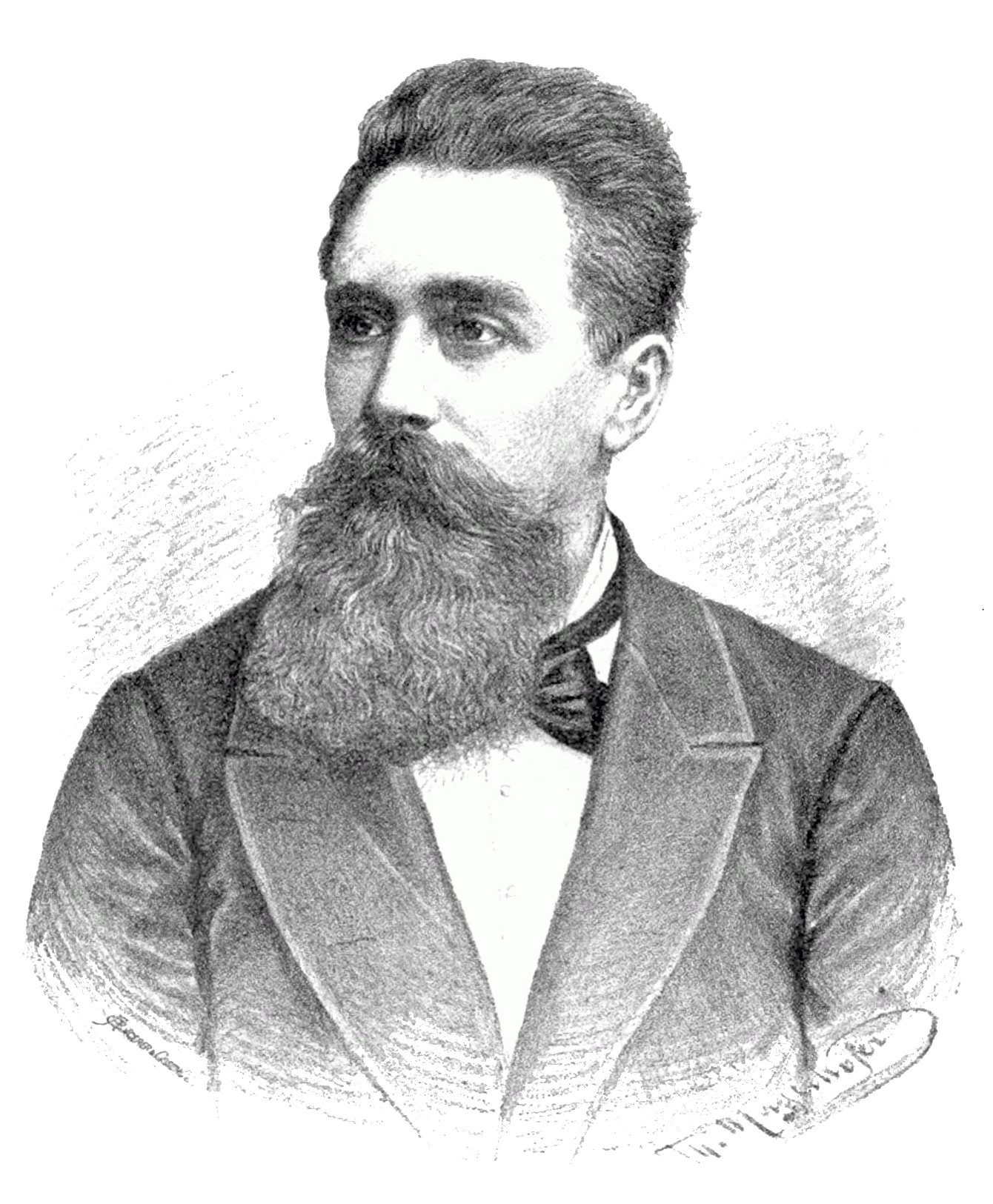
Франьо Маркович

Маркович, Франьо (1845—1914) — хорватский писатель
, философ
 и эстетик. Один из создателей философской терминологии на хорватском языке.
Родился в Крижевцах, в дворянской семье. В 1862 году изучал классическую филологию и славистику в Вене. В 1870 году изучал философию в Вене, Дрездене, Лейпциге, Берлине и Париже. Ф. Маркович — первый профессор философии Загребского университета. Получил созданную в этом университете в 1874 году кафедру философии. В 1881—1882 годах был ректором этого университета. Преподавал до своей отставки в 1909 году. Находился под влиянием взглядов немецкого философа Гербарта.

## Сочинения
- Философские работы Руджера Иосипа Бошковича. Загреб, 1887—1888.
- Развитие и система общей эстетики. Загреб,1903.